# Три Брати (Камчатка)
Три Брати (рос. Три Бра́та) — група з трьох стовповидних виступаючих з води скель (кекур) різного розміру, розташованих на вході в Авачинську бухту на Камчатці. Скелі є офіційним пам'ятником природи і своєрідним символом Авачинської бухти, та міста Петропавловська-Камчатського.

## Опис

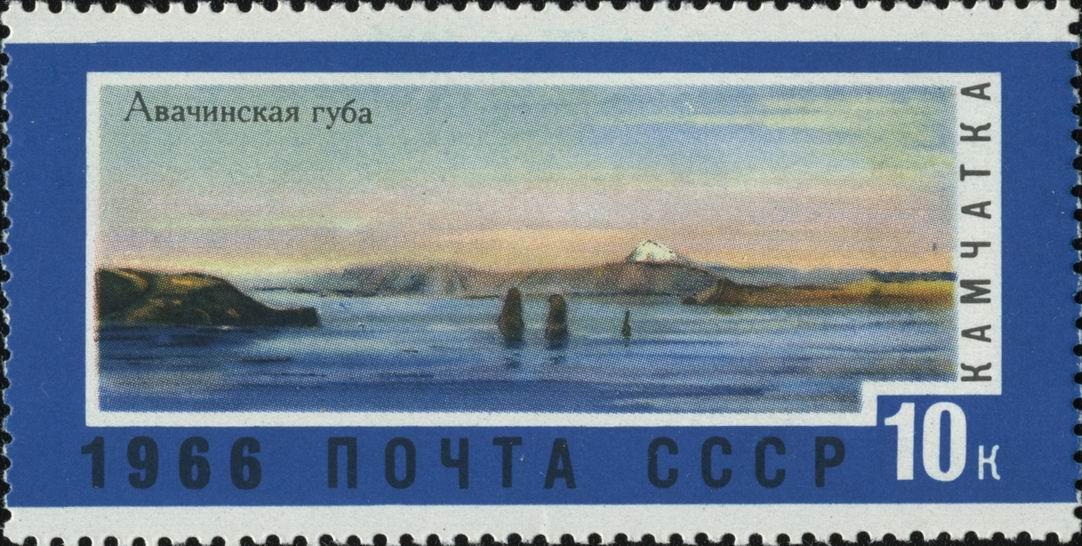
Марка СРСР, 1966 р. Авачинська губа.

Скелі відомі з 18 століття, нанесені на плани Авачинської бухти у 1737 році. 
Три брата розташовані за 300 м від берега. Найвища точка скель — 75 метрів. Біля них зафіксовані сильні прибійні течії, а на глибині 13 м розташовується каньйон з маленькою печерою. 
Навколо скель водиться морські їжаки, губки, краби та актинії.

## Легенда
За легендою це були три брати які захистили бухту від великої хвилі з океану (Камчатка — цунамі, небезпечний регіон). Захистивши бухту від хвилі вони закам'яніли і тепер стоять, і охороняють бухту від небезпек.

## Світлини

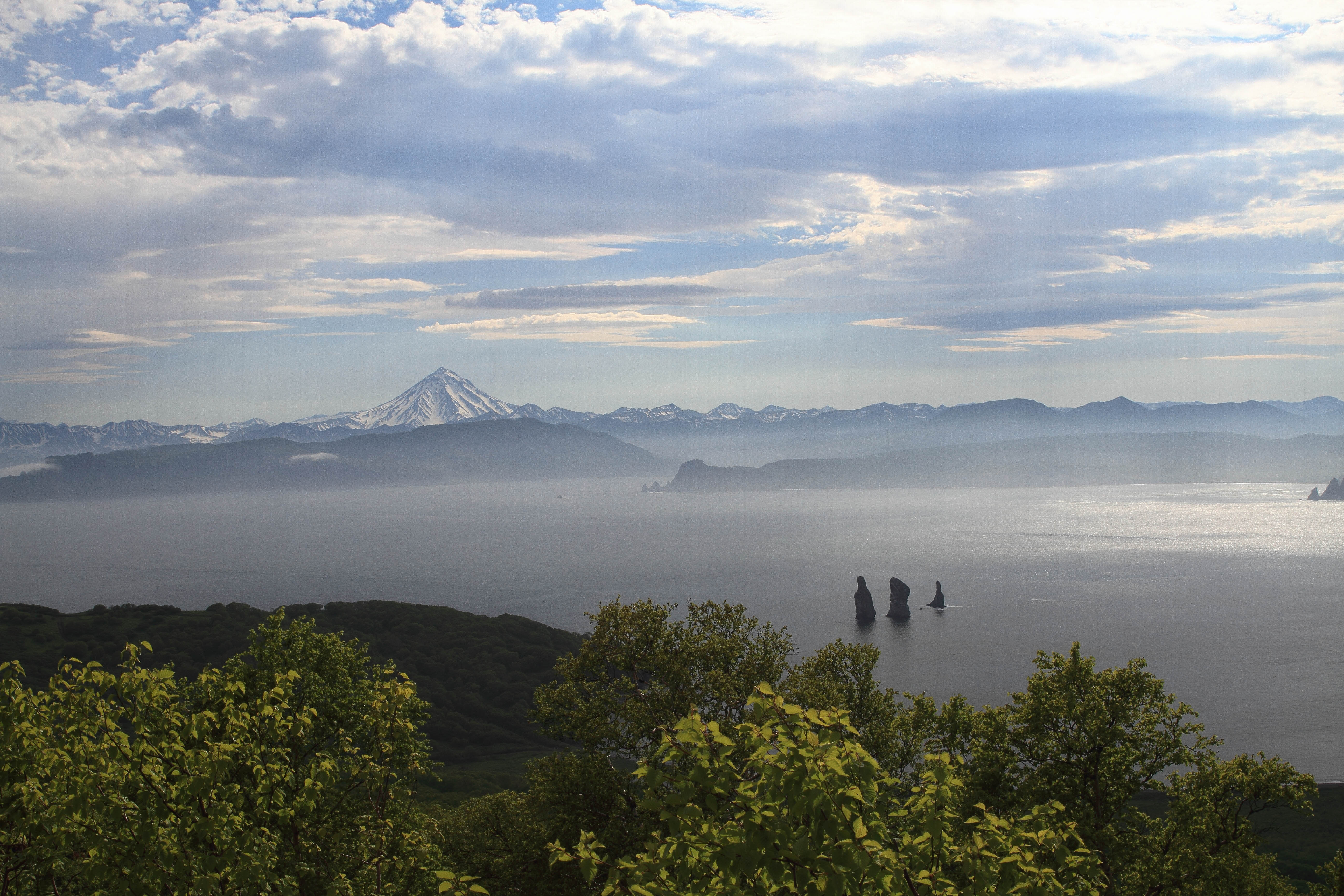
Вид на Три Брати з води
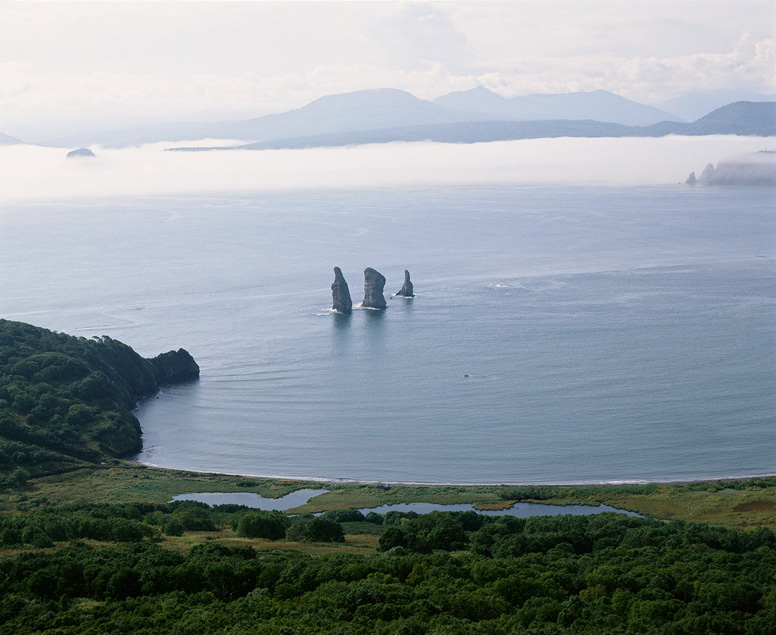
Вид на Три Брати з сусідньою сопки.
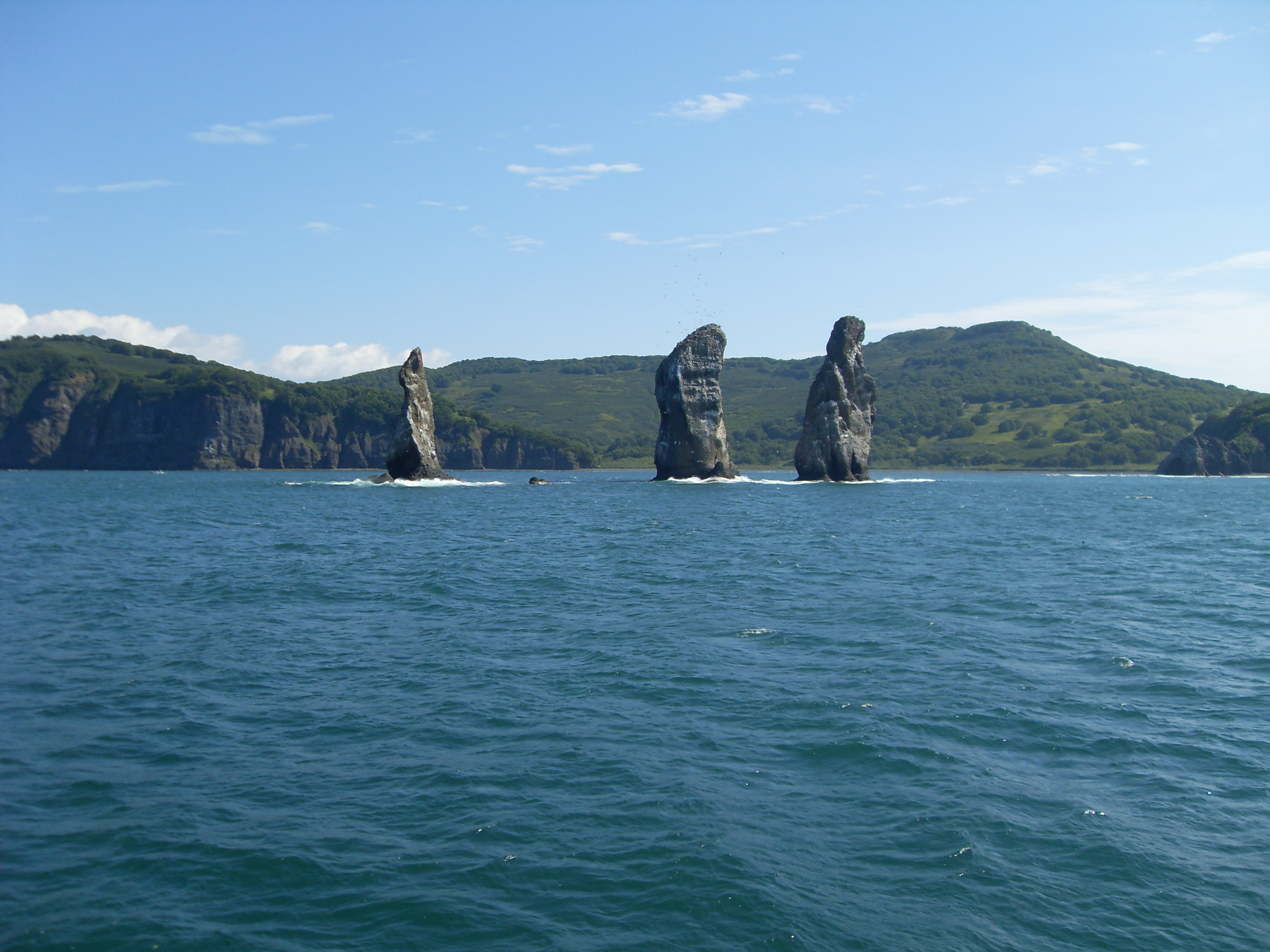